# Z 25
Le Z 25 était un destroyer allemand de type 36A.

## Conception
Ce Destroyer Type 36 était une version améliorée du Type 34 : on avait réduit le poids, abaissé la silhouette, augmenté la largeur et amélioré la propulsion. Sur le Type 36A, le canon de 127 mm fut remplacé par un canon de 150 mm.

## Histoire
Le Z 25 servit d'abord en Norvège du Nord et fut ensuite transféré en France pour participer en 1942 à l'opération Cerberus. Puis, avec le Z 24 et le Z 26, le Z 25 constitua le groupe de destroyers Artkis en Norvège qui, en avril 1942, endommagea si gravement le croiseur britannique HMS Edinburgh que celui-ci dut être abandonné. À partir de mars 1943, le Z 25 protégea les sous-marins dans le golfe de Gascogne. À partir de l'été 1944 et jusqu'à la fin de la guerre, ce destroyer resta en mer Baltique.
Après la guerre, il est récupéré par la France et, après avoir subi des réparations, entre en service dans la Marine nationale française en février 1946 sous le nom de Hoche. Il sera définitivement retiré du service en 1958.